# Rafał Kowalkowski
Rafał Kowalkowski (ur. 2 lipca 1976) – polski artysta fotograf, uhonorowany tytułem Artiste FIAP (AFIAP). Członek założyciel i prezes Stowarzyszenia Fotoferia Club. Wydawca własnej muzyki i tekstów. Kapitan Żeglugi Wielkiej.

## Życiorys
Rafał Kowalkowski związany z zachodniopomorskim środowiskiem fotograficznym – od 1991 mieszka i pracuje w Kołobrzegu. Jest absolwentem Technikum Rybołówstwa Morskiego oraz Wyższej Szkoły Morskiej (2001). Uzyskał dyplom Kapitana Żeglugi Wielkiej. Szczególne miejsce w jego twórczości zajmuje fotografia portretowa (w zdecydowanej większości) tworzona w technice monochromatycznej. W 2010 roku był współtwórcą internetowego portalu fotograficznego Fotoferia. W 2011 roku był inicjatorem i założycielem Stowarzyszenia Fotoferia Club, z siedzibą w Kołobrzegu.  
Rafał Kowalkowski jest autorem i współautorem wielu wystaw fotograficznych; indywidualnych i zbiorowych (krajowych i międzynarodowych) oraz pokonkursowych w Polsce i za granicą. Brał aktywny udział w Międzynarodowych Salonach Fotograficznych, organizowanych pod patronatem FIAP, zdobywając wiele akceptacji, medali, nagród, wyróżnień, dyplomów, listów gratulacyjnych.   
Pokłosiem udziału w Międzynarodowych Salonach Fotograficznych (pod patronatem FIAP) było przyznanie Rafałowi Kowalkowskiemu (w 2012 roku) tytułu honorowego Artiste FIAP (AFIAP) – przez Międzynarodową Federację Sztuki Fotograficznej FIAP, z siedzibą w Luksemburgu.  

## Muzyka
W 2020 wydał swój pierwszy album muzyczny Fotografia. Na płycie znalazły się utwory
- Zła miłość
- Przyjdź balkonem
- Piosenka z takim dźwiękiem
- Pan Kot
- Lot nad niebem
- Krajobraz
- Od H[5]
- Fotografia
- Góra w niebie[6]

W 2021 wydaje drugą płytę Taki stan oraz 4 piosenki przetłumaczone na język angielski
- Okno
- Taki stan
- Opadanie
- Dziewczyna z K.
- Sułkowski
- Aż do śmierci
- Gość
- Czerwone Mury

Płyta EP w języku angielskim
- Mountain in Heaven
- Photograph
- For H
- This State

Źródło